# 제시카 드레이크
제시카 드레이크(Jessica Drake, 1974년 10월 14일 ~ )는 미국의 포르노 배우, 모델, 성교육자이다. AVN상 여우주연상 3회(2005, 2007, 2009) 수상자이다.